# Geranomyia victoriae
Geranomyia victoriae là một loài ruồi trong họ Limoniidae. Chúng phân bố ở miền Australasia.